# Gigi (film 1949)
Gigi – francuska komedia romantyczna z 1949 roku w reżyserii Jacqueline Audry.